# Siegfried Selberherr
Siegfried Selberherr (Klosterneuburg, 3 de agosto de 1955) é um engenheiro austríaco.
É professor do Instituto de Microeletrônica da Universidade Técnica de Viena. Sua principal linha de pesquisa é modelagem e simulação de fenômenos físicos em microeletrônica.

## Biografia
Desde 1988 Siegfried Selberherr é professor titular de tecnologia de software em sistemas microeletrônicos da Universidade Técnica de Viena. Nesta universidade cursou engenharia elétrica, onde também graduou-se mestre em 1978, doutor em 1981 e obteve sua habilitação em 1984. Em seguida, foi pesquisador visitante no Bell-Labs. Entre 1996 e 2020 Selberherr foi 'Distinguished Lecturer' da IEEE Electron Devices Society. Entre os anos 1998-2005 foi diretor da Faculdade de Engenharia Elétrica e Tecnologia de Informação da Universidade Técnica de Viena. Além disso, entre 2001 e 2018 foi membro e vice-presidente do conselho de supervisão da ams AG e desde então serve como consultor científico para o mesmo. Desde 2004 é membro do conselho consultivo do Departamento Inter-Universitário de Agrobiotecnologia (IFA-Tulln).

## Realizações
Em sua carreira científica Prof. Selberherr publicou, juntamente com seus grupos de pesquisadores, mais de 400 artigos em revistas científicas e mais de 1 200 artigos em anais de conferências, dos quais mais de 250 como palestrante convidado. Também publicou 3 livros, coeditou mais de 40 volumes e orientou mais de 100 teses de doutorado até o momento.
Durante seu trabalho de pesquisa Prof. Selberherr desenvolveu um simulador para dispositivos 'Metal-Óxido-Semicondutor' (MINIMOS), tendo um modelo de mobilidade para os portadores de carga que leva seu nome. Também supervisionou diversos projetos de pesquisa em conjunto com renomadas empresas de semicondutores e agências financiadoras de pesquisa, como o Fundo Austríaco de Ciência (em inglês: Austrian Science Fund, FWF), Associação de Pesquisa Christian Doppler (em alemão: Christian Doppler Forschungsgesellschaft, CDG), e Conselho Europeu de Pesquisa (em inglês: European Research Council, ERC).

## Prêmios
- 2021: Fellow da Associação Ásia-Pacífico de Inteligência Artificial (em inglês:  'Fellow' of the Asia-Pacific Artificial Intelligence Association, AAIA[2])
- 2021: Life Fellow do Instituto de Engenheiros Eletricistas e Eletrônicos, IEEE
- 2018: Prêmio Cledo Brunetti IEEE
- 2015: Franz Dinghofer Medal do Instituto Dinghofer
- 2014: Decoração de honra com fita Marin Drinov(inglês) da Academia Búlgara de Ciências (inglês).
- 2013: Membro titular da Academia Européia[3] (em inglês: Full Member of the Academia Europaea)
- 2011: Cruz de Comendador de prata pelos serviços prestados ao Estado da Baixa Áustria (em inglês: Silver Commander's Cross of the Order of Merit for Distinguished Service for the Federal Province of Lower Austria)
- 2009: 'Advanced Grant' do ERC[4]
- 2006: Doutor honoris causa da Universidade de Niš
- 2005: Condecoração de Honra por serviços para a República da Áustria
- 2004: Membro titular da Academia Européia de Ciências e Artes (em inglês: Full Member of the European Academy of Sciences and Arts)
- 2001: Prêmio Erwin Schrödinger da Academia Austríaca de Ciências (em inglês: 'Erwin Schrödinger Award' of the Austrian Academy of Sciences, ÖAW)
- 1994: Medalha Wilhelm Exner Associação Austríaca de Pequenas e Médias Empresas (em inglês: 'Wilhelm Exner Medal' of the Austrian Association for Small and Medium-sized Enterprises, ÖGV)
- 1993: Fellow do Instituto de Engenheiros Eletricistas e Eletrônicos, IEEE
- 1986: Prêmio 'Heinz Zemanek' da Sociedade Austríaca de Computação, em inglês: 'Heinz Zemanek Award' of the Austrian Computer Society, ÖCG)
- 1983: Prêmio 'Dr. Ernst Fehrer' da Universidade Técnica de Viena (em inglês: 'Dr. Ernst Fehrer Award' of the TU Wien)

## Publicações selecionadas

### Revistas científicas
- L. Filipovic, S. Selberherr. Thermo-Electro-Mechanical Simulation of Semiconductor Metal Oxide Gas Sensors., Materials, Vol.12, No.15, pp. 2410-1–2410-37, 2019, doi:10.3390/ma12152410.
- V. Sverdlov, S. Selberherr. Silicon Spintronics: Progress and Challenges., Physics Reports, Vol.585, pp. 1–40, 2015, doi:10.1016/j.physrep.2015.05.002.
- H. Ceric, S. Selberherr. Electromigration in Submicron Interconnect Features of Integrated Circuits., Materials Science and Engineering R, Vol.71, pp. 53–86, 2011, doi:10.1016/j.mser.2010.09.001.
- V. Sverdlov, E. Ungersboeck, H. Kosina, S. Selberherr. Current Transport Models for Nanoscale Semiconductor Devices., Materials Science and Engineering R,  Vol.58, No.6-7, pp. 228–270, 2008, doi:10.1016/j.mser.2007.11.001.
- T. Grasser, T.-W. Tang, H. Kosina, S. Selberherr. A Rewiew of Hydrodynamic and Energy-Transport Models for Semiconductor Device Simulation., Proceedings of the IEEE, Vol.91, No.2, pp. 251–274, 2003, doi:10.1109/JPROC.2002.808150.
- S. Selberherr, A. Schütz, H. Pötzl. MINIMOS – A Two-Dimensional MOS Transistor Analyzer., IEEE Trans.Electron Devices, Vol.ED-27, No.8, pp. 1540–1550, 1980, doi:10.1109/T-ED.1980.20068.

### Livros
- M. Nedjalkov, I. Dimov, S. Selberherr. Stochastic Approaches to Electron Transport in Micro- and Nanostructures, Birkhäuser, Basel, ISBN 978-3-030-67916-3, 214 páginas, 2021, doi:10.1007/978-3-030-67917-0.
- R. Klima, S. Selberherr. Programmieren in C, 3. Auflage, Springer-Verlag, Wien-New York, ISBN 978-3-7091-0392-0, 366 páginas, 2010, doi:10.1007/978-3-7091-0393-7.
- J.W. Swart, S. Selberherr, A.A. Susin, J.A. Diniz, N. Morimoto. (Eds.) Microelectronics Technology and Devices, The Electrochemical Society, ISBN 978-1-56677-646-2, 661 páginas, 2008.
- T. Grasser, S. Selberherr. (Eds.) Simulation of Semiconductor Processes and Devices, Springer-Verlag, Wien-New York, ISBN 978-3-211-72860-4, 460 páginas, 2007, doi:10.1007/978-3-211-72861-1.
- F. Fasching, S. Halama, S. Selberherr. (Eds.) Technology CAD Systems, Springer-Verlag, Wien-New York, ISBN 978-3-7091-9317-4, 309 páginas, 1993, doi:10.1007/978-3-7091-9315-0.
- S. Selberherr. Analysis and Simulation of Semiconductor Devices, Springer-Verlag, Wien-New York, ISBN 978-3-7091-8754-8, 294 páginas, 1984, doi:10.1007/978-3-7091-8752-4.